# Sosene Anesi
Pas d'image ? Cliquez ici

a Compétitions nationales et continentales officielles uniquement.

b Matchs officiels uniquement.
Dernière mise à jour le 22 novembre 2018.
Sosene Raymond Anesi, plus connu comme Sosene Anesi, né le 3 juin 1981 à Apia (Samoa), est un joueur de rugby à XV international néo-zélandais d'origine samoane évoluant aux postes d'arrière ou d'ailier. Il mesure 1,87 m pour 96 kg.

## Biographie
En 1999 et 2000, il joue au rugby à sept avec les Samoa, puis en 2004 avec la Nouvelle-Zélande. Il a débuté avec la province de Waikato en 2003 contre Bay of Plenty et joue avec la franchise des Chiefs puis les Waratahs en Super 14.

## Statistiques
- Nombre de matchs de Provinces : 21
- Nombre de tests avec les Blacks : 1
- Autres matchs avec les Blacks : 0
- Nombre total de matchs avec les Blacks : 1
- Première cape : 10 juin 2005
- Matchs avec les Blacks par année : 1 en 2005.

## Palmarès
- Vainqueur du National Provincial Championship en 2006 avec Waikato.